# Viscosité de volume
La viscosité de volume {\displaystyle \mu _{\mathrm {V} }} d'un fluide newtonien isotrope est définie par :
{\displaystyle \mu _{\mathrm {V} }=\mu '+{\frac {2}{3}}\,\mu }
où μ est la viscosité dynamique  et μ' la seconde viscosité.
Son unité est le pascal.seconde ( Pa . s ).
L'hypothèse de Stokes consiste à supposer  {\displaystyle \mu _{\mathrm {V} }=0}
Cette hypothèse est vraie pour les gaz sans degré de liberté interne. Elle ne l'est pas strictement pour les gaz polyatomiques et les liquides.